# Chodavaram
Chodavaram là một thị trấn thuộc huyện Visakhapatnam, bang Andhra Pradesh, Ấn Độ.